# تراي سونجز
تراي سونجز (بالإنجليزية: Trey Songz)‏ هو مغني وممثل أمريكي، ولد في 28 نوفمبر 1984 ببطرسبرغ في الولايات المتحدة.

## أعمال

### أفلام
- (2013) منشار تكساس 3 دي[6]

### مسلسلات
- العرض المتأخر مع ديفيد ليترمان

## وصلات خارجية
- تراي سونجز على موقع IMDb (الإنجليزية)
- تراي سونجز على موقع ألو سيني (الفرنسية)
- تراي سونجز على موقع ميوزك برينز (الإنجليزية)
- تراي سونجز على موقع رولينغ ستون (الإنجليزية)
- تراي سونجز على موقع إن إن دي بي (الإنجليزية)
- تراي سونجز على موقع أول ميوزيك (الإنجليزية)
- تراي سونجز على موقع ديسكوغز (الإنجليزية)
- تراي سونجز على موقع قاعدة بيانات الفيلم (الإنجليزية)
- تراي سونجز على موقع كينوبويسك (الروسية)